# De 11e dimensie
De 11e dimensie is het tweede album in de Soeperman-reeks.

## Synopsis
Dit album bestaat uit drie verhalen:

### De 11e Dimensie
Dit is met 32 bladzijden het langste verhaal in de Soeperman-reeks. Soeperman wordt door Mega Lady, een duister figuur onder contract bij de maffia, en haar drie kompanen, Pjetr, Pjotr en Pjatr, naar de 11e dimensie verbannen. Dit lijkt op het eerste gezicht een bizarre planeet, maar in realiteit bevindt Soeperman zich in een arcade-toestel, waarvan de spelers onbewust met hem de strijd aangaan. Met behulp van de marmols, knaagdierachtige wezens die eveneens naar deze dimensie ontvoerd zijn, bevrijdt hij zich uit zijn benarde situatie.

### De verschrikkelijke sneeuwpoppen
Dit is een verhaal van vier bladzijden. Borstelaer wekt alle sneeuwmannen in de stad tot leven, die al snel de bevolking terroriseren. 

### De ultieme wraak van Borstelaer
Borstelaer maakt een robot, waarmee hij Soeperman doodt en de stad onderwerpt. Drie maanden later staat Soeperman op uit de dood. Blijkbaar was hij enkel in slaap gebracht en maakt korte metten met Borstelaers machine.

## Uitgave
Dit album werd verschillende keren uitgegeven. Een eerste keer in kleur, een tweede, zwart-wit-uitgave in 1996 bij uitgeverij ZL. 